# Telefos
Telefos (gr.: Τήλεφος, Telefos) – syn Heraklesa i królewny tegejskiej Auge, heros Pergamonu. Postać z mitologii greckiej. Jego mit wiąże się z cyklem Heraklesa i cyklem trojańskim.
Telefos urodził się z Heraklesa i królewny tegejskiej Auge. Przepowiednia delficka o tym, że w przyszłości zabije wujów swej matki, sprawiła, że ciężarna Auge została wygnana przez ojca. Telefosa, urodzonego na górze Partenios i tam porzuconego przez matkę, wykarmiła łania, zanim znaleźli go pasterze króla tegejskiego. Po latach przypadkowo zabił wujów swej matki, za co został wygnany z Tegei. Wyruszył wówczas na poszukiwanie swej matki, którą odnalazł w dalekiej Myzji. Król Myzji Teutras oddał mu rękę swej córki i przekazał władzę nad Myzją. Kiedy w jakiś czas później Grecy wyruszyli przeciw Troi, wylądowali najpierw w Myzji. Telefos wyparł najeźdźców, otrzymał jednak z ręki Achillesa ranę, która nie chciała się zagoić przez osiem lat. Wyruszył więc do Argos prosić o uleczenie. W zamian wskazał Grekom drogę do Troi.

## Narodziny
Telefos był synem Heraklesa i Auge. Wedle starszej wersji mitu Auge była dwórką króla trojańskiego Laomedonta. Herakles obcował z nią, gdy, wyprawiwszy się po konie Laomedonta, zdobył Troję. Stamtąd w niejasnych okolicznościach miała się przenieść wraz z synem do Myzji. Według Pseudo-Apollodora Auge była córką króla Tegei, Aleosa, a nad urodzeniem Telefosa zaciążyła wyrocznia delficka. Pytia przepowiedziała bowiem Aleosowi, że syn jego córki zabije dwóch braci jego żony. Po powrocie do domu mianował więc Auge kapłanką w wystawionej przez siebie świątyni Ateny Alei i zagroził jej, że ją zabije, jeśli córka złamie śluby czystości. Jakiś czas później przechodził przez Tegeę Herakles, wybierając się przeciw królowi Augiaszowi lub też wracając ze Sparty. Aleos podjął go gościnnie w świątyni Ateny, a podniecony winem Herakles zgwałcił dziewiczą kapłankę.

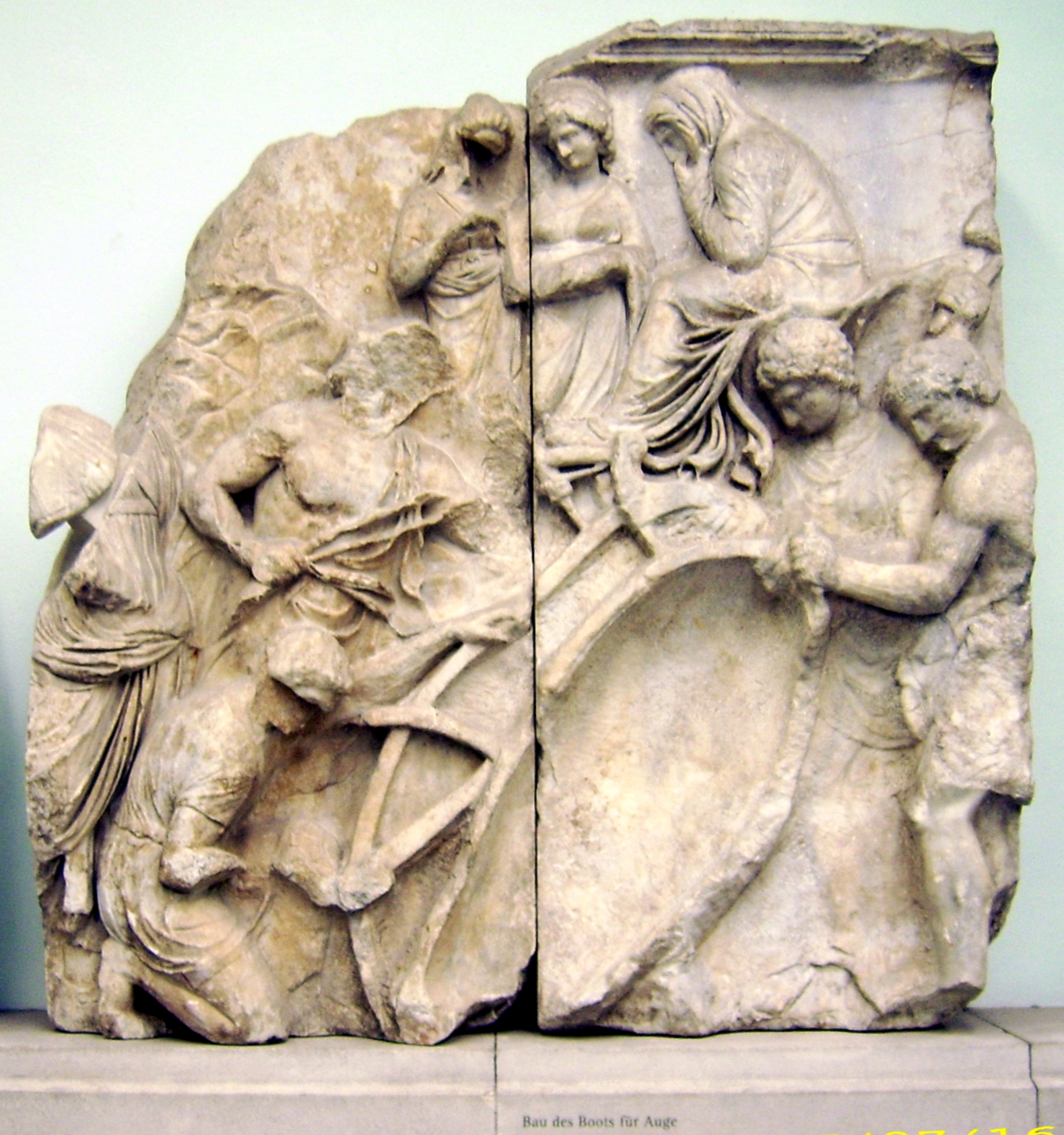
Stolarze budują łódź dla Auge. Płaskorzeźba z ołtarza w Pergamonie

Kiedy Aleos odkrył, że córka jest w ciąży, zamknął ją w skrzyni i wrzucił do morza. Pod czujną opieką Ateny skrzynia popłynęła ku Azji Mniejszej i zatrzymała się u ujścia rzeki Kaikos. Skrzynię wraz z królewną znalazł Teutras, król Myzyjskiej Teutratenii. Poślubił Auge, a jej syna adoptował. Według innej wersji mitu zapłakaną Auge Aleos zawlókł na rynek tegejski. Wstyd mu jednak było zabić córkę w miejscu publicznym, namówił więc króla Naupliosa, by go wyręczył i utopił Auge. Nauplios zabrał ciężarną i sprzedał kupcowi z Karii, który następnie odsprzedał ją Teutrasowi i tak doszło do ślubu i adopcji Telefosa.
Istnieje też wersja, wedle której Auge i Telefos zostali rozdzieleni. Po drodze do Nauplion, na górze Partenios, Auge dostała bólów porodowych. Oddaliła się pod lada jakim pretekstem w las i urodziła syna, którego ukryła w gąszczu leśnym. W Nauplion król, zamiast utopić królewnę, postanowił ją dobrze sprzedać na targu niewolników. Kupił ją kupiec z Karii, a od niego Teutras.
Dopłynięcie Auge z małym Telefosem do rzeki Kaikos, przedstawione na płaskorzeźbie ołtarza w Pergamonie i na pergameńskich monetach, wyjaśnia przeniesienie kultu Auge do Myzji przez kolonistów tegejskich. Mit ten jest prawdopodobnie echem migracji Arkadyjczyków do Myzji, spowodowanej przypuszczalnie przez nacisk Achajów.

## Odnalezienie matki

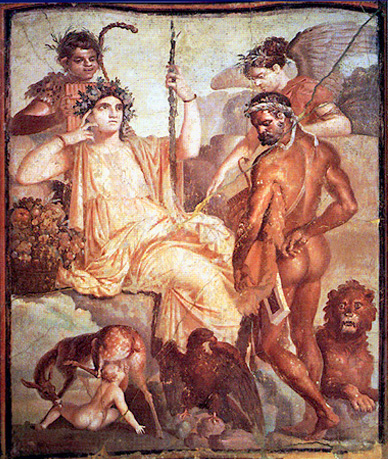
Herkules rozpoznaje swego syna, Telefosa (w lewym dolnym rogu) podczas pobytu w Arkadii. Fresk z Herkulanum (Narodowe Muzeum Archeologiczne, Neapol).

Telefos, wykarmiony na górze Partenion przez łanię, został znaleziony przez pasterzy króla Korytosa, którzy właśnie nadali mu imię odnoszące się do jelenia lub łani – έλαφος. Pasterze zaprowadzili dziecko do króla. Ci sami pasterze odnaleźli też w górach porzuconego przez Atalantę Partenopajosa, który został później towarzyszem Telefosa. Osiągnąwszy wiek męski, Telefos udał się do Delf, by dowiedzieć się o swoich rodziców. Otrzymał wtedy przepowiednię: Wyrusz na morze i odszukaj króla Teutrasa Myzyjczyka. Odnalazłszy Teutrasa, spotkał Auge, będącą żoną króla, która powiedziała mu, że jest jego matką, a ojcem jego był Herakles. Telefos uwierzył matce, był bowiem bardzo podobny do Heraklesa, a Teutras ożenił go ze swą córką Argiope i wyznaczył go na swego następcę. Być może, że w scenie rozpoznania znaczącą rolę odegrał pierścień wręczony wcześniej Auge przez Heraklesa i zostawiony przez matkę przy urodzonym w górach dziecku.
W innej wersji mitu Telefos, będąc w Tegei, nieświadom tego, kim są, zabił przypadkowo swych wujów Hippotoosa i Nereusa. Wygnany z Tegei, udał się do Delf. Wyrocznia poleciła mu, by udał się do Myzji do króla Teutrasa, a po drodze zachował całkowite milczenie, do czasu, aż król Myzji go oczyści. „Milczenie Telefosa” stało się przysłowiem. Po drodze mówił za niego Partenopajos. Zdarzyło się, że osławiony argonauta Idas, syn Afareusa, obległ króla Teutrasa, aby zagarnąć tron myzyjski. Zrozpaczony Teutras obiecał Telefosowi w zamian za ocalenie władzę nad Myzją wraz z ręką przybranej córki, Auge. Telefos przy pomocy Partenopajosa pobił Idasa w jednej bitwie. Obiecana Telefosowi za żonę Auge nie rozpoznała syna. Wierna jednakże pamięci Heraklesa na noc poślubną wzięła ze sobą miecz, którym niechybnie zabiłaby Telefosa, gdyby bogowie nie zesłali do łożnicy wielkiego węża, który ich rozdzielił. Przerażona Auge porzuciła miecz i przyznała się do zamiaru zabicia Telefosa, a ten w natchnieniu zawołał: Matko, matko. Płacząc padli sobie w ramiona i następnego dnia z błogosławieństwem Teutrasa wrócili do ojczyzny.
Grób Auge pokazywano w Pergamos nad rzeką Kaikos. Jego mieszkańcy uważali się za potomków emigrantów z Arkadii, którzy z Telefosem przybyli do Azji. Składali mu też ofiary jako herosowi. Opowieść o urodzeniu Telefosa na górze Partenios tłumaczy z kolei istnienie tam okręgu kultowego poświęconego temu herosowi.

## Wojna z Grekami

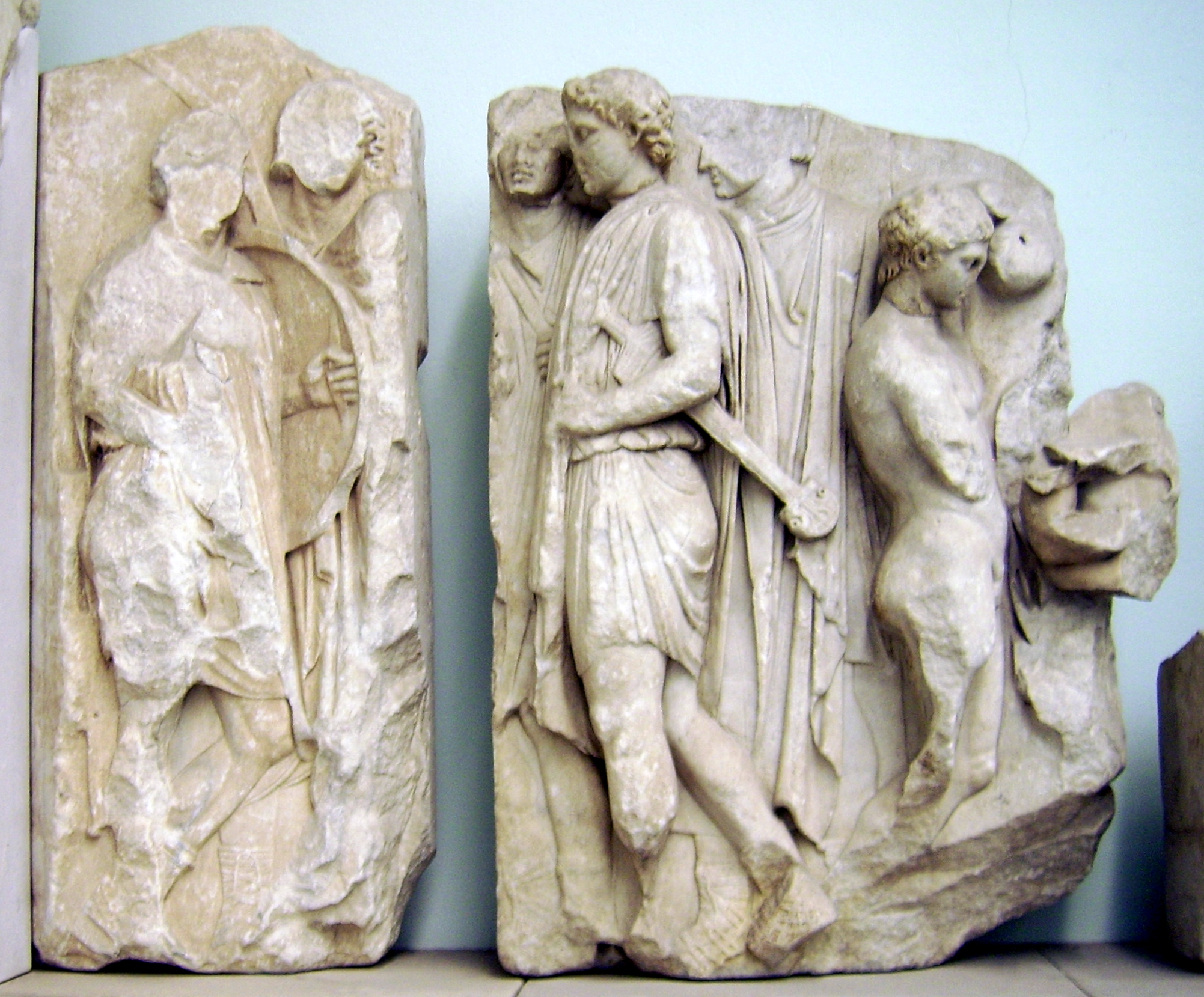
Argiwi witają Telefosa. Fragment fryzu pergameńskiego

Podczas pierwszej wyprawy przeciw Troi wojska greckie wylądowały w Myzji. Grecy, sądząc, że są w Troadzie, zaczęli plądrować kraj. Wedle innej wersji celowo zaatakowali Myzję, by uniemożliwić w przyszłości Priamowi szukanie pomocy u Myzyjczyków. Król Telefos zagnał najeźdźców z powrotem na okręty, zabijając Tersandra, syna Tebańczyka Polinejka. Gdy jednak wystąpili przeciw niemu Achilles z Patroklosem, zawrócił i uciekał wzdłuż rzeki Kaikos. W sprawę wmieszał się wówczas Dionizos, któremu Grecy złożyli ofiarę jeszcze na Delos, a którego Myzyjczycy zlekceważyli. Bóg ukarał Telefosa, wplątując jego nogę w winną latorośl, która nagle wyrosła z ziemi. Achilles przebił mu zaś udo słynną włócznią, którą on sam mógł tylko udźwignąć. W czasie tych walk zginęła też żona Telefosa Hiera, która na czele niewiast myzyjskich wystąpiła przeciw wrogowi. Po tych wydarzeniach Grecy odpłynęli na poszukiwanie Troi. Przeciwne wiatry rozproszyły jednak całą flotę.
Po ośmiu latach Grecy po raz wtóry zebrali się w Aulidzie przeciw Troi, nadal jednak nie znali drogi. Tymczasem rana zadana Telefosowi przez Achillesa nadal się nie goiła. Apollo objawił królowi, że to, co go zraniło, wyleczy go. Telefos udał się więc do Aulidy, a inni mówią, że do Myken i w żebraczych łachmanach (jak chce Eurypides) stanął przed Agamemnonem. Zaproponował Grekom, że wskaże im drogę do Troi, jeśli Achilles zgodzi się go wyleczyć. Pouczony o znaczeniu przepowiedni przez Odyseusza, Achilles przyłożył nieco rdzy z włóczni zmieszanej z zielem achilleos (zobacz: krwawnik pospolity) na ranę Telefosa i w ten sposób go uleczył. Eurypides opowiada, że za radą Klitajmestry Telefos porwał z kołyski małego Orestesa i zagroził, że go zabije, jeśli Grecy nie nakłonią Achillesa, żeby go wyleczył. Nie jest pewne, czy ostatecznie Telefos poprowadził Greków pod Troję, czy tylko wskazał im drogę. Istnieje bowiem wersja, że król odmówił wyprawienia się pod Troję, powołując się na to, że jego żona Laodike, zwana również Hierą lub Astyoche, jest córką Priama, wskazał jednak Grekom kurs, jaki powinni obrać, a Agamemnon upewnił się przez Kalchasa, że wskazówka jest prawdziwa.

## Telefos w literaturze
Historię narodzin Telefosa, jego porzucenia i rozpoznania po latach przez matkę na podstawie posiadania pierścienia pozostawionego przez zalotnika przedstawił Eurypides w zaginionej sztuce Auge. Sofokles w Aleadach opowiedział o przypadkowym zabójstwie Hippotoosa i Pereusa i o późniejszym oczyszczeniu bohatera, a w Myzyjczykach, najprawdopodobniej, o ocaleniu Teutrasa przed Midasem i o dramatycznym rozpoznaniu syna przez matkę w małżeńskiej łożnicy. Wydarzeniom w Argos, prośbie o uleczenie rany, porwaniu małego Orestesa i negocjacjom z Argiwami poświęcił z kolei Eurypides tragedię Telefos. Wszystkie sztuki zaginęły.

## Potomstwo
Telefos miał trzech synów. Tarchon i Tyrsenos (albo Tyrrenos), synowie Hiery, po upadku Troi wywędrowali do Etrurii. Informacje o nich podają Lykofron, Dionizjusz z Halikarnasu i Jan Tzetzes. Eurypylos, namówiony przez matkę Astyoche, wyruszył, pomimo danej ojcu obietnicy, że nie weźmie udziału w wojnie przeciw Grekom, pod Troję i tam zginął. Niekiedy za córkę Telefosa jest też uważana Roma, poślubiona przez Eneasza, jedna z osób, którym przypisuje się udział w początkach Rzymu.

## Rodowód
Telefos był potomkiem Arkasa, syna Zeusa i Kallisto.